# مگس‌گیر سیاه بیاک
مگس‌گیر سیاه بیاک (نام علمی: Myiagra atra) نام یک گونه از سرده مگس‌گیرهای نوک‌پهن است.
این پرنده بومی انحصاری بیاک در اندونزی است.